# Henri Xhonneux
Henri Mathieu Ghislain Xhonneux (* 12. Juni 1945 in Eupen; † 22. März 1995 in Uccle) war ein belgischer Filmemacher.

## Leben
Henri Xhonneux wurde als Sohn von François Xhonneux (aus Henri-Chapelle) und Maria Schmitz aus Kelmis geboren. Nach einem Abitur in der Ausrichtung Griechisch-Latein besuchte er in den Jahren 1963 bis 1966 die Abteilung „Kameramann“ des „Institut des Arts de Diffusion“ (IAD) in Brüssel. Von 1966 bis 1969 war er als freiberuflicher Kameramann für den damaligen Staatssender Belgavox tätig, für welchen er unter anderem zahlreiche Reportagen über Afrika realisierte. 1970 gründete er mit Eric van Beuren die Produktionsgesellschaft „Y. C. Aligator Film“. Neben zahlreichen Kurzfilmen und Fernsehserien sind vor allem seine Spielfilme „Souvenir of Gibraltar“ und „Marquis“ hervorzuheben.
Sein erster Spielfilm, der 1975 erschienene „Souvenir of Gibraltar“, ist in weiten Zügen autobiographisch. Hier wird seine Jugend in der Welkenraedter Heimatgegend verarbeitet. Als Mitwirkende treten unter anderem Annie Cordy und Eddie Constantine auf. Dieser Film war in den 1970er Jahren sogar auf dem Filmfestival von Moskau vertreten.
Der 1989 in Zusammenarbeit mit Roland Topor entstandene Film „Marquis“, der sich an die Geschichte des Donatien-Alphonse-François de Sade anlehnt, feierte unter anderem in Paris Erfolge und lief dort während eines Jahres in den Kinosälen. Im spanischen Barcelona errang er den Preis für den besten künstlerischen Beitrag beim Filmfestival von 1989 und beim internationalen Kinofestival von Figuera da Foz den Preis des internationalen Komitees für die Verbreitung der Künste durch das Kino.
Durch die Zusammenarbeit mit dem Zeichner und Filmemacher Roland Topor entstand die Fernsehserie Téléchat, die in den Jahren 1983 bis 1985 beim jugendlichen Publikum zu einer Kultserie avancierte. Allein 1984 gewann sie in Cannes den Preis der besten französischen Kinder- und Jugendsendung, in Mailand die Ehrenerwähnung beim Kongress „Das Kind in unserem Zeitalter“, in Spanien den ersten Preis beim Festival von Gijón und schließlich in Brüssel die Kristallantenne für die beste Sendung des Jahres. Im darauf folgenden Jahre 1985 trug die Serie beim 27. Fernsehfestival in New York die Silbermedaille davon und wurde gar in Los Angeles für den „Emmy-Award“ nominiert.
Schließlich hat Henri Xhonneux 1987 mit „A rebrousse poil“ sein erstes Buch herausgebracht, zwei Jahre danach durch die Veröffentlichung des kommentierten Drehbuches von „Marquis“ gefolgt.
Am 22. März 1995 ist Henri Xhonneux zu Uccle im Alter von nur 49 Jahren verstorben.